# 伯尔·艾弗斯
伯尔·艾克勒·艾芬豪·艾弗斯（英語：Burl Icle Ivanhoe Ives，1909年6月14日—1995年4月14日），是一位美国歌手、音乐家、演员和作家，曾获奥斯卡最佳男配角奖。艾弗斯还曾经出演电影《朱門巧婦》。
艾弗斯长期吸食烟斗和雪茄，在1994年夏天被诊断出患有口腔癌。经过几次不成功的手术后，他决定不再进行手术。之后他陷入了昏迷，并于1995年4月14日在华盛顿州阿纳科特斯的家中因病去世，此时距离他的86岁生日只有两个月。